# Regionalwahl in Sardinien 1979
Die Regionalwahl in Sardinien 1979 fand am 17. Juni statt. Gewählt wurden 80 Abgeordnete zum Regionalrat.
Der Präsident und die Mitglieder des Regionalausschusses (Giunta regionale) wurden vom Regionalrat aus den Reihen seiner Mitglieder gewählt.

## Liste der Präsidenten
Präsidenten des Regionalausschusses während der VIII. Legislaturperiode (1979–1984):
- Mario Puddu (DC), 1979;
- Alessandro Ghinami (PSDI), 1979–1980;
- Pietro Soddu (DC), 1980;
- Mario Puddu (DC), 1980;
- Francesco Rais (PSI), 1980–1982;
- Mario Melis (PSd’Az), 1982;
- Angelo Rojch (DC), 1982–1984.

## Wahlergebnis
| Listen | Listen                                        | Stimmen | %    | Mandate |
| ------ | --------------------------------------------- | ------- | ---- | ------- |
|        | Democrazia Cristiana                          | 343.208 | 37,7 | 32      |
|        | Partito Comunista Italiano                    | 238.881 | 26,3 | 22      |
|        | Partito Socialista Italiano                   | 101.429 | 11,2 | 9       |
|        | Movimento Sociale Italiano – Destra Nazionale | 48.695  | 5,4  | 4       |
|        | Partito Socialista Democratico Italiano       | 42.304  | 4,7  | 4       |
|        | Partito Sardo d’Azione                        | 30.238  | 3,3  | 3       |
|        | Partito Repubblicano Italiano                 | 29.701  | 3,3  | 3       |
|        | Partito Radicale                              | 28.059  | 3,1  | 2       |
|        | Partito Liberale Italiano                     | 18.073  | 2,0  | 1       |
|        | Nuova Sinistra Sarda                          | 10.254  | 1,1  | −       |
|        | Costituente di Destra – Democrazia Nazionale  | 9.199   | 1,0  | −       |
|        | Partito di Unità Proletaria per il Comunismo  | 8.589   | 0,9  | −       |
|        | MES                                           | 745     | 0,1  | −       |
| Gesamt | Gesamt                                        | 909.375 | 100  | 80      |